# Institut de recherche environnementale de Bossou
L'Institut de Recherche Environnementale de Bossou (IREB) est un établissement de recherche de Guinée, situé à Bossou dans la préfecture de Lola, au sud-est du pays,.
Placé sous la tutelle du ministère de l'Enseignement supérieur et de la Recherche scientifique et rattaché à l'université de Nzérékoré.

## Localisation
L'IREB est situé à Bossou centre au sein de la réserve de biosphère des Mont Nimba.

## Infrastructure
L'infrastructure est composée de trois blocs de bâtiments : le bloc 1 réservé aux partenaires de l'institut de recherche en primatologie de l'université de Kyoto (KUPRI), le bloc 2 sert de bureau et le bloc 3 sert de logement.

## Histoire
L'IREB a été créé le 8 octobre 2001 grâce à la coopération scientifique japonaise.

## Organisation
L'IREB est composé d'une direction générale et de cinq départements dont :
- Le département de primatologie

- Le département des ressources génétiques

- le département de la climatologie

- le département de la sociologie

- le département de l'information et de la documentation.

Le directeur général de l'IREB est Dr Aly Gaspard Soumah depuis mars 2009.

## Partenariat
Depuis sa création, l'IREB est en partenariat avec plusieurs institutions au niveau national et international :
- l'Institut de recherche en primatologie de l'université de Kyoto (KUPRI)
- l'ENATEF de Mamou
- l'ISAV de Faranah
- les IRS et CD de Guinée
- Service des forêts des États-Unis